# Erik Baška
Erik Baška (12 de enero de 1994) es un ciclista eslovaco.

## Palmarés
2014
- Visegrad 4 Bicycle Race-GP Polski Via Odra
- Central European Tour Kosice-Miskolc
- Central European Tour Isaszeg-Budapest

2015
- 1 etapa de los Carpathia Couriers Paths
- 1 etapa del Tour de Berlín
- Campeonato Europeo en Ruta sub-23
- Puchar Ministra Obrony Narodowej

2016
- Handzame Classic

2017
- 3.º en el Campeonato de Eslovaquia en Ruta

2019
- 2.º en el Campeonato de Eslovaquia en Ruta

2020
- 2.º en el Campeonato de Eslovaquia en Ruta

## Resultados en Grandes Vueltas y Campeonatos del Mundo
| Carrera         | Carrera         | 2013 | 2014 | 2015 | 2016 | 2017 | 2018 | 2019 | 2020 | 2021 | 2022 |
| --------------- | --------------- | ---- | ---- | ---- | ---- | ---- | ---- | ---- | ---- | ---- | ---- |
|                 | Giro de Italia  | —    | —    | —    | —    | —    | —    | —    | —    | —    | —    |
|                 | Tour de Francia | —    | —    | —    | —    | —    | —    | —    | —    | —    | —    |
|                 | Vuelta a España | —    | —    | —    | —    | —    | —    | —    | —    | —    | —    |
| Mundial en Ruta | Mundial en Ruta | —    | —    | —    | —    | Ab.  | Ab.  | Ab.  | —    | Ab.  | —    |

—: no participa

Ab.: abandono

## Equipos
- Dukla Trencin-Trek (2013-2014)
- AWT-GreenWay (2015)
- Tinkoff (2016)
- Bora-Hansgrohe (2017-2021)
- Dukla Banská Bystrica (2022)